# NGC 4487
NGC 4487 (другие обозначения — MCG -1-32-21, IRAS12285-0746, PGC 41399) — спиральная галактика с перемычкой (SBc) в созвездии Дева.
Этот объект входит в число перечисленных в оригинальной редакции «Нового общего каталога».
В галактике вспыхнула сверхновая SN 2009N типа IIP, её пиковая видимая звездная величина составила 16,6.